# Adrian Piț
Adrian Florin Piț (ur. 16 lipca 1983 w Aradzie) – rumuński piłkarz grający na pozycji lewego pomocnika.

## Życiorys
Piț pochodzi z Aradu. Jest wychowankiem tamtejszego klubu UT Arad, w barwach którego zadebiutował w sezonie 2001/2002 w rozgrywkach drugiej ligi rumuńskiej. Drużyna przez większą część sezonu prowadziła w rozgrywkach i ostatecznie na koniec awansowała do ekstraklasy. W niej Adrian zadebiutował 18 sierpnia 2002 w przegranym 1:2 spotkaniu z Naționalem Bukareszt. Na koniec sezonu Arad zajął ostatnie 16. miejsce w lidze i spadł z ekstraklasy. Latem 2003 Piț wyjechał zagranicę do szwajcarskiego klubu AC Bellinzona. Tam miał pewnie miejsce w składzie i w sezonie 2004/2005 zdobył dla niego 11 goli. W sezonie 2006/2007 był z Bellinzoną bliski awansu do ekstraklasy, jednak zespół zajął 2. miejsce za Neuchâtel Xamax, a w barażach uległ FC Aarau (1:2, 1:3).
Latem 2007 roku Piț podpisał 4-letni kontrakt z zespołem wicemistrza Włoch AS Roma, natomiast 21 lipca 2008 roku został wypożyczony do drużyny Pisa Calcio. Z kolei w 2010 roku był wypożyczony do Triestiny Calcio. W Romie rozegrał łącznie 5 spotkań.
W 2010 roku Piț wrócił do Rumunii i został piłkarzem Universitatei Cluj. Po pół roku spędzonym w tym klubie przeniósł się do azerskiego zespołu Xəzər Lenkoran. Następnie grał w FC Viitorul Constanța, a w 2015 wrócił do UT Arad.
| Sezon   | Klub                  | Kraj        | Rozgrywki        | Mecze | Bramki |
| ------- | --------------------- | ----------- | ---------------- | ----- | ------ |
| 2001/02 | UT Arad               | Rumunia     | Divizia B        | 12    | 0      |
| 2002/03 | UT Arad               | Rumunia     | Divizia A        | 10    | 0      |
| 2003/04 | AC Bellinzona         | Szwajcaria  | Challenge League | 21    | 3      |
| 2004/05 | AC Bellinzona         | Szwajcaria  | Challenge League | 24    | 11     |
| 2005/06 | AC Bellinzona         | Szwajcaria  | Challenge League | 15    | 1      |
| 2006/07 | AC Bellinzona         | Szwajcaria  | Challenge League | 13    | 1      |
| 2007/08 | AS Roma               | Włochy      | Serie A          | 0     | 0      |
| 2008/09 | Pisa Calcio           | Włochy      | Serie B          | 5     | 0      |
| 2009/10 | AS Roma               | Włochy      | Serie A          | 5     | 0      |
| 2009/10 | Triestina Calcio      | Włochy      | Serie B          | 9     | 0      |
| 2010/11 | Universitatea Cluj    | Rumunia     | Liga I           | 9     | 0      |
| 2010/11 | Xəzər Lenkoran        | Azerbejdżan | Premyer Liqa     | 12    | 1      |
| 2011/12 | Xəzər Lenkoran        | Azerbejdżan | Premyer Liqa     | 30    | 3      |
| 2012/13 | Xəzər Lenkoran        | Azerbejdżan | Premyer Liqa     | 28    | 4      |
| 2013/14 | Xəzər Lenkoran        | Azerbejdżan | Premyer Liqa     | 5     | 0      |
| 2014/15 | FC Viitorul Constanța | Rumunia     | Liga I           | 1     | 0      |